# Con la voce del cuore
Con la voce del cuore è un film italiano del 2000 diretto da Giancarlo Santi.